# Chalciope delta
Chalciope delta là một loài bướm đêm trong họ Noctuidae.